# Tetraponera erythraea
Tetraponera erythraea é uma espécie de formiga do gênero Tetraponera, pertencente à subfamília Pseudomyrmecinae.